# Hyocrinidae
De Hyocrinidae zijn een familie van zeelelies uit de orde Hyocrinida.

## Geslachten
- Anachalypsicrinus A.M. Clark, 1973
- Belyaevicrinus (Mironov & Sorokina, 1998)
- Calamocrinus Agassiz, 1890
- Dumetocrinus Mironov & Sorokina, 1998
- Feracrinus Mironov & Sorokina, 1998
- Gephyrocrinus Koehler & Bather, 1902
- Hyocrinus Thomson, 1876
- Laubiericrinus Roux, 2004
- Ptilocrinus Clark, 1907
- Thalassocrinus A.H. Clark, 1911